# Miranda (luna)
Miranda je enajsta od Uranovih znanih satelitov. Miranda je najbližja Uranu od njegovih velikih lun. Odkril jo je Kuiper leta 1948.
Miranda je bila hčerka čarovnika Prospera v Shakespearjevem The Tempest.
Miranda je sestavljena približno iz polovice ledu in polovice kamnitega materiala. Mirandino površje je prepredeno z zelo krateriziranim terenom z brazdami, dolinami in stenami (ena je visoka več kot 5 kilometrov).
Voyager 2 je bil prisiljen leteti blizu Urana, da bi dobil ustrezen pospešek za pot na Neptun in zaradi skoraj pravokotnega položaja Uranovega sistema na ekliptiko je bila samo Miranda dovolj blizu. Voyager 2 je šel zelo blizu Mirande in ker je osvetljenost Sonca tam zelo šibka (oddaljenost od Sonca je skoraj 3 milijarde km), so uvedli posebne ukrepe, da bi preprečili zabrisanost slik. To so naredili tako, da so med slikanjem obračali plovilo, da bi zmanjšali učinke premikanja na slikah. Slike imajo zato najboljšo ločljivost celotne odprave Voyager 2. 